# Dicranomyia (Dicranomyia) tarsalba
Dicranomyia (Dicranomyia) tarsalba is een tweevleugelige uit de familie steltmuggen (Limoniidae). De soort komt voor in het Australaziatisch gebied.